# Мошенское (Новгородская область)
Мошенско́е — село на востоке Новгородской области. Административный центр и крупнейший населённый пункт Мошенского муниципального района.
Население — 2595 жителей (2008).

## География
Село расположено на реке Уверь, в 50 км северо-восточнее города Боровичи, в 243 км от Великого Новгорода.

## История
Село основано в 1581 году. В 1873 году был построен Никольский храм.
На трёхвёрстной топографической карте Фёдора Шуберта, изданной в 1879 году, обозначен погост Мошенской.
До революции село называлось Николо-Мошенское и являлось центром Николо-Мошенской волости Боровичского уезда Новгородской губернии. По состоянию на 1911 год в селе имелось 10 дворов и 13 жилых строений; число жителей составляло 64 человека. В селе находилась церковь, часовня, школа; в мае, ноябре и декабре здесь проводились ежегодные ярмарки.
В 1927 году стало центром Мошенского района.
С 1 февраля 1963 года по 12 января 1965 года Мошенской район был упразднён, а село входило в Боровичский район.

## Население
| 1959  | 1970  | 1979  | 1989  | 2002  | 2010  | 2012  |
| ----- | ----- | ----- | ----- | ----- | ----- | ----- |
| 1985  | ↗2055 | ↗2391 | ↗3000 | ↘2760 | ↘2505 | ↘2390 |
| 2013  | 2014  | 2015  | 2016  | 2018  | 2019  | 2020  |
| ↘2326 | ↘2293 | ↘2259 | ↘2229 | ↘2178 | ↘2119 | ↘2065 |

Согласно результатам переписи 2002 года, в национальной структуре населения русские составляли 94 % от жителей.
Сбор клюквы и грибов, производство валенок ручной работы.

## Достопримечательности
- 31 октября 2003 года в Мошенском по инициативе Общества реабилитированных Новгородской области и администрации Мошенского района был установлен Памятный знак жертвам политических репрессий[20].
- Краеведческий музей, где можно узнать о традиционных ремеслах и народных промыслах, сохранившихся до наших дней[21].

## Религия
В селе с 6 октября 2013 года действует православный храм в честь Николая Чудотворца. Построен в 1873 году.